# Sari Maeda
Sari Maeda (* 25. Mai 1990 in Kutchan, geborene Furuya) ist eine japanische Biathletin.

## Karriere
Ihr erstes internationales Rennen lief Maeda im Dezember 2015 im IBU-Cup 2015/16 in Ridnaun. Mit der Mixed-Staffel wurde sie 14. Bei ihrem ersten Einzelrennen lief sie beim Sprint in Ridnaun auf Platz 70, nachdem sie am Schießstand drei Scheiben verfehlte.
Ihren ersten Einsatz auf der höchsten Ebene des Biathlonsports hatte Sari Maeda mit dem Einsatz in der japanischen Damenstaffel gleich bei einer Weltmeisterschaft. 2016 in Oslo lief sie mit Fuyuko Tachizaki, Rina Mitsuhashi und Yurie Tanaka auf Platz 19. Mit Beginn der Saison 2016/17 war Sari Maeda beständig im Weltcupteam der Japanerinnen zu finden. Trotz vier Schießfehler könnest sie beim Einzel in Östersund mit Platz 34 ihre ersten Weltcuppunkte hohlen. Auch in der Saison 2017/18 war Maeda stets im Weltcupteam zu finden. Ihr bis dato bestes Karriereresultat stellte sie mit dem 28. Platz beim Weltcup in Kontiolahti ein.
Bei den Olympischen Spielen 2018 war ein 49. Platz im Sprint ihr bestes Ergebnis.
Bei der Sommerbiathlon-Weltmeisterschaft 2018 wurde sie mit ihren Teamkollegen in der Mixed-Staffel 5. Im Sprint beim Weltcup in Hochfilzen 2018/19 wurde Sari Maeda 26. und stellte damit ihr bestes Karriereergebnis ein.

## Statistiken

### Weltcupplatzierungen
Die Tabelle zeigt alle Platzierungen (je nach Austragungsjahr einschließlich Olympische Spiele und Weltmeisterschaften).
- 1.–3. Platz: Anzahl der Podiumsplatzierungen
- Top 10: Anzahl der Platzierungen unter den ersten zehn (einschließlich Podium)
- Punkteränge: Anzahl der Platzierungen innerhalb der Punkteränge (einschließlich Podium und Top 10)
- Starts: Anzahl gelaufener Rennen in der jeweiligen Disziplin
- Staffel: inklusive Mixed- und Single-Mixed-Staffeln

| Platzierung              | Einzel | Sprint | Verfolgung | Massenstart | Staffel | Gesamt |
| ------------------------ | ------ | ------ | ---------- | ----------- | ------- | ------ |
| 1. Platz                 |        |        |            |             |         |        |
| 2. Platz                 |        |        |            |             |         |        |
| 3. Platz                 |        |        |            |             |         |        |
| Top 10                   |        |        |            |             | 1       | 1      |
| Punkteränge              | 1      | 8      | 4          |             | 40      | 53     |
| Starts                   | 13     | 46     | 15         |             | 40      | 114    |
| Stand: 31. Dezember 2021 |        |        |            |             |         |        |

### Olympische Winterspiele
Ergebnisse bei den Olympischen Winterspielen:
|                                             | Einzelwettbewerbe | Einzelwettbewerbe | Einzelwettbewerbe | Einzelwettbewerbe | Staffelwettbewerbe | Staffelwettbewerbe |
| Sprint                                      | Verfolgung        | Einzel            | Massenstart       | Damenstaffel      | Mixedstaffel       |                    |
| ------------------------------------------- | ----------------- | ----------------- | ----------------- | ----------------- | ------------------ | ------------------ |
| Olympische Winterspiele 2018 \| Pyeongchang | 49.               | 54.               | 85.               | –                 | 17.                | –                  |